# Pterostylis furcillata
Pterostylis furcillata là một loài thực vật có hoa trong họ Lan. Loài này được Rupp miêu tả khoa học đầu tiên năm 1930.